# Euxoa fumalis
Euxoa fumalis là một loài bướm đêm trong họ Noctuidae.